# جاسون ماكاتير
جاسون ماكاتير (بالإنجليزية: Jason McAteer)‏ (مواليد 18 يونيو 1971) هو لاعب كرة قدم. يلعب مع منتخب جمهورية أيرلندا لكرة القدم. سبق له أن لعب في كأس العالم لكرة القدم مع منتخب بلاده.

## روابط خارجية
- جاسون ماكاتير على موقع الاتحاد الدولي (مؤرشف)  (الإنجليزية)
- جاسون ماكاتير على موقع الاتحاد الأوربي (الإنجليزية)
- جاسون ماكاتير على موقع قاعدة بيانات كرة القدم.إي يو (الإنجليزية)
- جاسون ماكاتير على موقع ناشيونال فوتبول تيمز (الإنجليزية)
- جاسون ماكاتير على موقع Soccerbase.com (لاعب) (الإنجليزية)
- جاسون ماكاتير على موقع عالم كرة القدم.نت (الإنجليزية)